# Martin B. McKneally
Martin Boswell McKneally, född 31 december 1914 i Newburgh, New York, död 14 juni 1992 i Newburgh, New York, var en amerikansk politiker (republikan). Han var ledamot av USA:s representanthus 1969–1971. McKneally utexaminerades 1936 från College of the Holy Cross och avlade 1940 juristexamen vid Fordham University.
McKneally efterträdde 1969 John G. Dow som kongressledamot och efterträddes 1971 av företrädaren Dow.